# Antonio Grossich
Antonio Grossich (Draguć, 7 juin 1849 - Fiume, 1er octobre 1926) est un médecin et homme politique italien. Il est sénateur du royaume d'Italie.

## Biographie
Né dans le petit village de Draguć (en italien : Draguccio), une localité de la municipalité de Cerovlje (en italien Cerreto) en Istrie, il est le fils du riche vigneron et marchand Giovanni Matteo et d'Anđela Franković. Après avoir fréquenté l'école primaire à Draguccio et à Koper (en italien : Capodistria), lui et son frère aîné Giovanni s'installent à Koper en tant qu'invités de leur oncle, le patricien Angelo Grossich. En 1862, son père meurt, ce qui oblige Giovanni à abandonner ses études pour s'occuper des activités familiales, tandis qu'Antonio s'installe au gymnase de Pazin (en italien : Pisino), afin de se rapprocher de sa mère.
Dans un premier temps, il commence à étudier le droit à l'université de Graz afin de respecter les souhaits de son père, mais après trois semestres, il passe à la faculté de médecine de l'université de Vienne, où il obtient son diplôme en 1875. De retour chez lui, il travaille comme médecin à Kastav (en italien: Castua) de 1876 jusqu'à ce qu'il soit appelé par l'armée austro-hongroise pour la campagne militaire en Bosnie-Herzégovine en 1877-1878. Réformé à la fin de son service, il s'installe à Rijeka en 1879 où il continue à pratiquer la médecine. Il y rencontre et épouse Hedwig Maylender, sœur de Michael Maylender, qui lui donne deux enfants : Beatrice et Ruggero
Il retourne à Vienne pour obtenir le diplôme de « physicien » et des spécialisations en gynécologie et en chirurgie, et travaille à la clinique chirurgicale de la même faculté viennoise. À cette époque, il devient l'élève et le collaborateur d'Eduard Albert et travaille avec Karel Maydl, des chirurgiens et des professeurs connus et reconnus dans les milieux autrichiens, qui souhaitent l'orienter vers une carrière académique. Après avoir reçu plusieurs offres d'emploi dans la capitale autrichienne, il les refusent pour travailler dans le service de chirurgie de l'hôpital municipal de Fiume, dont il devient le chirurgien en chef en 1886. Après s'être installé à Fiume, il commence à participer activement à la vie culturelle et politique de sa ville d'adoption. Cette période coïncide avec les premières prises de position décisives de Grossich dans les colonnes des journaux istriens pour défendre l'identité italienne en Istrie, mise en danger par la politique de germanisation de Vienne, déterminée à ouvrir des écoles allemandes en concurrence ouverte avec les écoles italiennes.
En 1897, il adhère au parti autonomiste (Partito Autonomista) fiumais de M. Maylender, son beau-frère, et l'année suivante, il est élu au conseil municipal dont il devient l'un des membres les plus actifs, notamment dans la défense du statut de la ville. Le médecin istrien est italien non seulement sur le plan moral, en raison de l'ardent irrédentisme qui imprègne son action politique, mais aussi à toutes fins juridiques. C'est précisément sa citoyenneté italienne qui lui permet de recevoir une nomination au Sénat du royaume d'Italie.
Il fait les gros titres et les honneurs du monde entier en 1908, lorsqu'il invente la teinture d'iode comme stérilisant rapide à usage externe, tout en étant probablement le premier à pratiquer la stérilisation en salle d'opération. La nouvelle solution désinfectante est utilisée pour la première fois à grande échelle lors de la guerre italo-turque de 1911-1912. Pour ces mérites, Grossich est décoré de l'ordre de la Couronne d'Italie (l'équivalent monarchique de l'actuel ordre du Mérite de la République italienne, qui en tient lieu).

### Invention de la teinture d'iode
Grossich commence ses expériences en appliquant de l'iode en solution aqueuse sur des blessures accidentelles, comme il le mentionne dans Meine Präparationsmethode des Operationsfeldes mittels Jodtinktur (Berlin 1911), puis il étend son application aux petites opérations chirurgicales, la rendant obligatoire comme antiseptique cutané dans toutes les interventions chirurgicales pratiquées dans son service en 1907. Bien que la mortalité due aux infections postopératoires ait chuté de façon spectaculaire dans son service, la diffusion de cette nouvelle méthode est lente. Ce n'est qu'en 1908 que son efficacité est reconnue par un article qu'il publie dans le Zentralblatt für Chirurgie. L'année suivante, en 1909, Grossich présente son invention au Congrès médical international de Budapest, en italien, pour attribuer sa découverte à ce qu'il considère comme sa véritable patrie : l'Italie. La première utilisation à grande échelle de la teinture d'iode a lieu lors de la guerre italo-turque (1911-1912) et de la campagne de Libye (1913-1921), où le nombre de décès dus à des infections causées par des blessures de guerre a fortement diminué. Pour le mérite de l'invention et le succès de son application, il est fait membre de l'ordre de la couronne d'Italie en 1913, ce qu'il a commenté en ces termes :

« J'ai eu une idée nouvelle, une idée utile à l'humanité [...]. La satisfaction d'être la plus grande gratitude à laquelle l'homme puisse aspirer, mais malheureusement on naît aussi avec des qualités négatives, parmi lesquelles règne souvent la vanité... »

— Antonio Grossich

### Activité politique
En 1914, il est élu conseiller municipal puis vice-président du conseil municipal de Fiume (Corpus separatum) et, pour cette fonction, pendant la première phase de la Première Guerre mondiale, il est confiné par les autorités pour une certaine période à Vienne, en Autriche, où il reste jusqu'à l'été 1918, comme de nombreux autres Italiens de Vénétie julienne. Le 29 octobre 1918, à la suite de la défaite militaire et de la dissolution consécutive de l'empire des Habsbourg, le Comité national italien, appelé plus tard Conseil national italien de Fiume, est formé pour administrer l'autonomie préexistante de la ville et gérer l'annexion au royaume d'Italie, dont Grossich est élu président. En cette qualité, il revendique pour la capitale du Kvarner (en italien: Quarnero) corpo separato costituente un comune nazionale italian un (corps séparé constituant une municipalité nationale italienne) [...] le droit à l'autodétermination du peuple et proclame son annexion à l'Italie. Dès le début des négociations, il s'emploie activement à faire en sorte que la conférence de paix de Paris se prononce en faveur de la cession de Fiume à l'Italie.
Le 12 septembre 1919, lorsque Gabriele D'Annunzio, à la tête d'un millier de volontaires, entre dans la ville (Entreprise de Fiume), mettant ainsi fin à l'occupation interalliée, il salue le poète-commandant comme un libérateur et, au nom du Conseil, lui donne les pleins pouvoirs militaires et civils, ce qui conduit, le 8 septembre 1920, à la proclamation de la régence italienne du Carnaro. C'est le début d'une relation étroite, mais aussi difficile, entre les deux hommes, marquée par les contrastes qui apparaissent bientôt entre D'Annunzio, de plus en plus intolérant aux limites imposées à son action, et les forces politiques locales, désormais enclines au compromis. Après le départ des légionnaires de D'Annunzio de la ville, Grossich devient gouverneur provisoire de l'État libre de Fiume, créé par le traité de Rapallo, du 1er janvier 1921 au 24 avril 1921, jour des élections de l'Assemblée constituante du nouvel État, dont le parti autonomiste de Riccardo Zanella sort vainqueur.
Le 19 avril 1923, il est nommé sénateur du Royaume par Vittorio Emanuele III. Après le passage de sa ville sous souveraineté italienne à la suite des accords de Rome (27 janvier 1924), c'est Grossich lui-même qui remet symboliquement les clés de la ville de Fiume au roi d'Italie le jour de sa visite pour officialiser l'annexion.
Il est décédé le 1er octobre 1926 à Fiume.

### Production littéraire
Son premier ouvrage, Trattatello di igiene (Fiume, 1882), remonte au début de sa carrière médicale. Il s'agit d'une dénonciation de la grave situation du système de santé autrichien, qui avait besoin d'une réforme radicale à une époque où les antibiotiques faisaient défaut et où l'hygiène était très médiocre dans les tranchées et les hôpitaux de campagne. En 1893, il est l'un des fondateurs du Circolo letterario (Cercle littéraire), qui visait à diffuser la littérature italienne parmi les jeunes. En outre, Grossich lui-même est l'auteur d'un drame en quatre actes La donna fatale (Milan, 1893), qui sera suivi trois ans plus tard par Viaggio di una principessa in Terra Santa (Voyage d'une princesse en Terre sainte), dédié à Stéphanie de Belgique, veuve du prince héritier Rodolphe de Habsbourg.

## Ouvrages
Articles scientifiques
- (de) Meine Präparationsmethode des Operationsfeldes mittels Jodtinktur (Berlin, 1911)

Ouvrages populaires
- (it) Trattatello di igiene (Fiume, 1882)

Œuvres littéraires
- (it) La donna fatale (Milan, 1883)
- (it) Viaggio di una principessa in Terra Santa (1894)

## Sources
- (it) Cet article est partiellement ou en totalité issu de l’article de Wikipédia en italien intitulé « Antonio Grossich » (voir la liste des auteurs).